# Імперський марш
«Імперський марш» (або Марш Імперії (англ. The Imperial March), також відомий як тема Дарта Вейдера (англ. Darth Vader's Theme)) — музична композиція, створена композитором Джоні Вільямсом як єдиний з провідних саундтреків до стрічки «Імперія завдає удару у відповідь» серії «Зоряні війни». Прем'єра треку відбулася 29 квітня 1980 року, за три тижні до презентації фільму, з нагоди першого концерту Джона Вільямса як капельмейстера Бостонського оркестру.